# Martín Maldonado
Martín Benjamín Maldonado Valdés (né le 16 août 1986 à Naguabo, Porto Rico) est un receveur des White Sox de Chicago de la Ligue majeure de baseball.

## Carrière

### Brewers de Milwaukee
Martín Maldonado est repêché au 27e tour de sélection par les Angels d'Anaheim en 2004. Après trois saisons en ligues mineures avec des clubs-école des Angels, il est libéré de son contrat en janvier 2007 et rejoint l'organisation des Brewers de Milwaukee
Il fait ses débuts dans la baseball majeur avec Milwaukee le 3 septembre 2011 et effectue un passage au bâton en trois matchs.
À sa saison recrue en 2012, il maintient une moyenne au bâton de ,266 et une moyenne de présence sur les buts de ,408 avec 8 circuits et 30 points produits en 78 parties jouées. Son premier coup sûr dans les grandes ligues est réussi le 29 mai 2012 face au lanceur Nathan Eovaldi des Dodgers de Los Angeles. Le 3 juin suivant, il claque son premier circuit en carrière aux dépens de Juan Cruz des Pirates de Pittsburgh.
En 2013, Maldonado ne frappe que pour ,169 en 67 parties jouées, avec 4 circuits et 22 points produits.
Le 22 avril 2014, il écope de 5 matchs de suspension à la suite d'une bagarre survenue deux jours plus tôt dans une joute des Brewers face aux Pirates de Pittsburgh.

### Angels de Los Angeles
Le 13 décembre 2016, les Brewers échangent Maldonado et le lanceur droitier des ligues mineures Drew Gagnon aux Angels de Los Angeles contre le receveur Jett Bandy.